# Pajaro Sunrise
Yuri Méndez Barrios, más conocido como Pajaro Sunrise (León, 9 de agosto de 1979), es un cantante, músico, compositor y productor discográfico español que estilísticamente oscila entre el pop, el folk y la música electrónica. 

## Biografía
Pájaro Sunrise comenzó siendo el proyecto conjunto de Yuri Méndez y Pepe López. Su primer álbum, Pājaro Sunrise, fue grabado, mezclado y producido por ellos mismos con medios caseros y editado por el sello discográfico madrileño Lovemonk en noviembre de 2006. Pājaro Sunrise fue acogido con mucho calor por los medios especializados, se publicó en Japón en Flake Records y en Corea del Sur en Sky Music y fue distribuido por todo el mundo. El grupo suscitó mucho interés e incluso hizo una gira por Europa que les llevó a Alemania, Austria, Suiza, Bélgica, Holanda y la República Checa.
Aunque Done/Undone, editado en marzo de 2009, empezó siendo un trabajo de grupo –al que se había incorporado Mario Delgado como miembro permanente- la banda se deshizo durante la grabación y el resultado fue un álbum en el que conviven algunas de las canciones que originalmente estaban destinadas al grupo con otras muchas que Méndez había grabado por su cuenta. De esta forma se editó un álbum doble a pesar de que un solo CD podría haber contenido las 22 canciones que lo componen. En sus propias palabras: "Done por todo lo que estaba llegando a su final –y en mi vida eran muchas cosas-; Undone por todas las posibilidades nuevas que surgían de ello".
Tras una gira en solitario por Japón en el verano de 2009, a Yuri se le unieron algunos integrantes de Amigos Imaginarios (Ester Rodríguez, Jesús Montes y Sebastián Giudice) más Javier Jiménez y Pedro Lópeh (Barrunto Bellota Band) para la gira española. Fruto de esa colaboración surgió Old Goodbyes (marzo de 2011), el tercer disco de la banda, grabado en directo en su mayor parte y que debía significar, según Yuri, "una ruptura, un corte con el pasado".
El 28 de diciembre de 2011 Yuri Méndez anunció en su blog personal que dejaba la música de manera temporal: "Durante el último año, especialmente, me ha costado encontrarle sentido a tocar; he tenido que buscar motivos para hacerlo cuando hasta ahora, y desde que era un crío, había sido algo tan natural para mí como responder cuando alguien pronunciaba mi nombre. Hola, hola. En este tiempo no he dejado de escribir canciones, demasiadas canciones, pero como quien se impone una disciplina y se obliga a cumplirla, nunca como lo que debería ser y había sido siempre hasta entonces: el placer de hacer lo que sabes hacer, de lo que -ustedes disculpen la expresión- has nacido para hacer".
2013 fue el año de publicación de Kulturkatzenjammer, primer éxito de la banda en Francia. The Collapse [2016], coproducido por Bart Davenport y grabado en Punta Paloma con Shawn Lee, Charlie Bautista y Javier Jiménez. Ese mismo año vio la luz Oh My (Lost Songs 2006-2016), un doble LP que reúne descartes y canciones inéditas de Pájaro Sunrise desde su formación y dos años después, en 2018, llegó la publicación de W.
Desde entonces el trabajo de Yuri Méndez se ha centrado en la música para cine; primero con la publicación de Man of Many Faces [2019], el álbum que forma la banda sonora original del largometraje 4 Latas, dirigido por Gerardo Olivares, y después como compositor de la música de El Arte de Volver [2020] y de Fuimos Canciones [2021] para Netflix.
Los últimos años también vieron la publicación de sus primeras canciones en castellano desde la formación de Pájaro Sunrise. Primero fue Que Te Vaya Bonito [2019] por el aniversario del nacimiento de Chavela Vargas y Barcelona y Madrid, ambas durante 2020, después.

## Cine y Televisión
Las canciones de Yuri Méndez han formado parte de bandas sonoras de películas, de series de televisión y de anuncios:
- Salt & Spoon cierra el octavo capítulo de la tercera temporada (Murder Most Fowl) de la serie norteamericana Castle.[7]
- Kinda Fantastic cierra el undécimo capítulo de la segunda temporada (Fight or Flight) de la serie norteamericana Con C Mayúscula (The Big C).[8]
- Not my day, compuesta junto a Sergio García de la Puente, forma parte de la banda sonora de la película El lince perdido.[9]
- Kinda Fantastic es la canción de la campaña "Q de Calidad" de McDonald's.[10]
- Old Goodbyes forma parte de la banda sonora de la película Je Ne Revendrais Pas del realizador francés Jean-Marie Lapernat.
- Summerface se incluyó en la campaña "Forest" de Rexona.[11]
- Perfect ha sido la sintonía de la segunda temporada [2016] de la serie Cites serie emitida en TV3
- A Different Scene formó parte de la premiada campaña benéfica "El Monstruo" de UNICEF/ING destinada a recaudar fondos para la escolarización de niños en situación de pobreza.
- Autor de la banda sonora original de 4 Latas [2019], largometraje de Gerardo Olivares publicada en formato de álbum con el título Man of Many Faces.
- Autor de la BSO de El Arte de Volver [2020], primer largometraje de Pedro Collantes para la Biennale di Venezia.
- Compositor de la música original de Fuimos Canciones [2021], largometraje original de Netflix dirigido por Juana Macías.

## Premios y reconocimientos
Con su primer disco fue seleccionado como Nuevo Talento FNAC. En febrero de 2011, Pájaro Sunrise ha recibido el Premio Guille de La Noche en Vivo como “Mejor grupo de salas en la categoría pop”.

## Discografía

### Álbumes
- Pájaro Sunrise (2006)

1. Automatic
2. California Lover
3. Sunday Morning Birds (Singin' Hallelujah)
4. Move Along
5. Bird Queen
6. Wild Days
7. Rosesgrow
8. Hit & Run
9. Romeo’s Tune
10. A Dog Named Tan

- Done/Undone (2009)

Done
1. Lil’ Gunner
2. Come Down
3. Salt & Spoon
4. Beggar/Lover
5. Disabled
6. Done
7. Eleven Days
8. Death o fan Heir of Sorrows
9. Keep on Driving
10. The Things You Cherish Most
11. Drunk

Undone
1. Kinda Fantastic
2. Something Else
3. Hungry Heart
4. Summerface
5. The King Is Blue
6. Point of No Return
7. Better Leave
8. Young & Free
9. Perfect
10. Runnin’ Anticlockwise for a Fall
11. Ruby Girl (Lullaby for Irene)

- Old Goodbyes (2011)

1. Old Goodbyes
2. Song for Evangeline
3. I Don’t Want to Love You No More
4. Look What We’ve Become
5. Love like a Drummer
6. Ribbon
7. November
8. (I Am Done) Making Fun of Myself

- Kulturkatzenjammer (2013)

1. Hopefully, Pt. 1
2. Good to See You
3. Long Forgotten Flowers
4. Minolta
5. A Love like Mine
6. Gorgeous Georgina
7. This Place
8. This Vision
9. Il Sorpasso
10. Passing Birds
11. 086
12. Move like a Ghost
13. Sink or Swim
14. God Doesn't Care Anymore
15. Hopefully, Pt. 2

- Oh My (Lost Songs 206-2016) (2016)

1. A Different Scene
2. All Ears
3. Kahlenberg
4. Total Mistake
5. Wolf
6. I'm on Fire
7. Swingin' Party
8. Tiny Hearts Make Big Plans
9. Laura May
10. Sky High
11. No
12. Guess Things Happen That Way
13. Just the Two of Us
14. Commitments
15. Song for Evangeline [Demo]
16. Stone That Freud
17. Earth Angel
18. A Lot Like Elvis
19. Girl
20. Keep On Driving [Alternate]
21. Filthy Paycheck
22. Reel of the World

- The Collapse (2016)

1. Into The Sunset
2. Man's The Only Bird Who Has No Feathers
3. Schiphol
4. Opening Night
5. Il Predicamento
6. Eurohop
7. The Collapse Of Everything (Dirge)
8. Way Too Far
9. The Collapse Of Everything
10. The Bargain
11. Baby Talk
12. Writing On The Wall
13. The Comeback
14. This Is Not Now

- W (2018)

1. Now Everything Makes Sense
2. Leave the Rubbish Out
3. Echoing Bells
4. Home
5. What's There and What's Not There
6. Trembling Stars
7. Thirty-One
8. Strangers
9. If I Could Choose

- Man of many faces (Music from the Original Motion Picture "4 Latas") (2019)

1. New Morning
2. The Kid
3. See You Soon
4. Man Of Many Faces
5. A Road Ist Just A Dream That Has No End
6. Train
7. Frenc Car
8. All Meat No Bone
9. The One Who Walks Away
10. Marching Tune
11. Drive On
12. Shooting Stars On The Road To Timbuktu
13. The Call

### Sencillos & EP
- Sunday Morning Birds (Singin' Hallelujah) [7"] - (2006)
- Automatic [7"] - (2007)
- Kinda Fantastic/Hungy Heart [7"] - (2009)
- Old Goodbyes Remixes [EP 12"]  - (2011)
- Remmajneztakrutluk, Vol. 1 [EP 12"]  - (2014)
- Remmajneztakrutluk, Vol. 2 [EP 12"]  - (2014)
- Que Te Vaya Bonito [Digital]  - (2019)
- Barcelona [Digital]  - (2020)
- Madrid [Digital]  - (2020)

### Videoclips
- Sunday Morning Birds (Singin' Hallelujah), de Pedro Collantes (2007)
- Automatic, de Kanoti (2007)
- Kinda Fantastic, de Aram Bakker (2009)
- Old Goodbyes, de Juan Aragonés (2011)
- Good to See You, de Miguel Catalán (2013)
- Total Mistake, de Yuri Méndez (2016)
- I'm on Fire, de Yuri Méndez (2016)
- Kahlenberg, de Yuri Méndez (2016)
- Thirty-One, de Jean-Marie Lapernat (2018)

## Producciones y Colaboraciones
Yuri Méndez también ha participado en la grabación de varios discos.
- Espera a la Primavera, de Fabián (2007) - producción y mezclas[14]
- Not my day, canción original para la banda sonora original de El lince perdido (2008) composición y voz.[15]
- Adiós, Tormenta de Fabián (2009) - producción, mezclas y masterización[16]
- Después del incendio y otras cosas así, de Fabián (2010) - producción y mezclas.[17]
- Muñecas Rusas, de Amigos Imaginarios (2010) - mezclas.[18]
- Quercus Klezmer, de Barrunto Bellota Band (2010) - grabación, mezclas y masterización.[19]
- Only for pleasure, canción del primer 7" homónimo de The Archive (2011) - voz.[20]
- Museo de Reproducciones, de Amigos Imaginarios (2012) - mezclas y pasterización.
- From the Ground de Coffee & Wine (2012) - producción, mezclas y masterización[21]
- Entropía de Barrunto Bellota Band (2013) - mezclas y masterización
- Resiliente" de Hovik Keuchkerian (2014) - Música, producción y mezclas.
- Heaven & Hell EP" de Poochie & Maxi (2016) - Producción y mezclas.
- Taste of Love, canción incluida en V.I.C.T.O.R. de Golden Bug (2016) - Voz.